# DES 1
DES 1 é uma galáxia satélite da Via Láctea e faz parte do Grupo Local. Foi descoberta no ano de 2015. Esta galáxia está localizada a cerca de 82 kpc de distância a partir da Terra.